# 建信人寿
建信人寿保险有限公司，简称“建信人寿”，英文“CCB Life”，是中国境内一家经营人寿保险的金融机构，注册地为上海。其前身太平洋安泰人寿保险有限公司成立于1998年10月。2011年太平洋安泰股东荷兰保险国际有限公司、中国太平洋保险（集团）股份有限公司向中国建设银行股份有限公司等五家公司转让了所持有的太平洋安泰股份，中国建设银行成为太平洋安泰控股股东。2011年7月6日起，太平洋安泰更名为建信人寿。

## 历史

### 股权变更
太平洋安泰人寿保险有限公司，简称“太平洋安泰”，英文“Pacific-Antai Life”，于1997年10月经中国人民银行批准设立，注册资本为2亿元人民币，中国太平洋保险公司与美国安泰保险公司各持有该公司50%的股权。2000年，荷兰国际集团收购美国安泰保险公司金融服务和国际业务子公司，成为太平洋安泰新股东。。2002年，太平洋安泰资本金增至5亿元人民币，2006年增至7亿元人民币，2008年增至8亿元人民币。
2009年12月29日，荷兰国际集团签署《股权转让协议》，向中国建设银行转让其所持有的太平洋安泰50%的股权。2010年12月27日，太平洋保险集团签署《产权交易协议》，向中国建设银行及共同投资者出售太平洋安泰50%的股权，中国建设银行获得太平洋安泰1%的股权。2011年3月31日，中国保监会批准了以上两笔股权转让，太平洋安泰股东结构为中国建设银行51%，中国人寿（台湾）19.9%，中国建银投资19.35%，上海锦江国际投资管理4.9%，上海华旭投资4.85%。
2011年12月13日，建信人寿股东等比例增资，建信人寿注册资本变更为人民币11.8亿元。2012年11月12日，建信人寿增资至人民币45亿元，公司股东及其持有股份比例为：中国建设银行51.00%；中国人寿（台湾）19.90%；全国社会保障基金理事会14.27%；中国建银投资5.08%；上海锦江国际投资管理4.90%；上海华旭投资4.85%。
建信人壽運用銀行通路銷售其保險商品，主要商品包括：人壽保險、健康保險和意外傷害保險，近年保費收入成長也很快速，因應業務擴張需要近期打算增資，由於中国人寿（台湾）目前占股19.9％，此次依比例增資，金額為人民幣11.94億元，公司預計2018年在大陸上市，並會先申請登上大陸新三板市場。

## 链接
建信人寿保险有限公司官方网站 （页面存档备份，存于）